# Schloss Prebberede

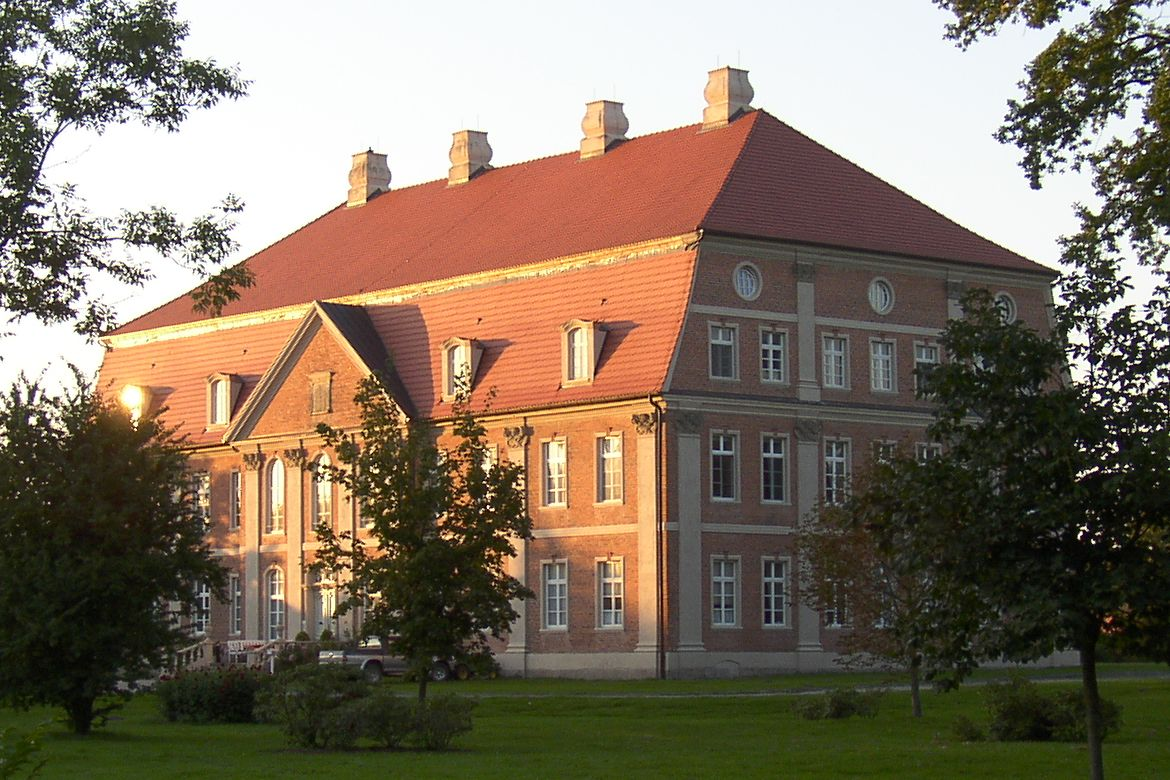
Schloss Prebberede

Das Herrenhaus Prebberede ist ein denkmalgeschütztes Gebäude in Prebberede, einer Gemeinde im Landkreis Rostock (Mecklenburg-Vorpommern).

## Geschichte

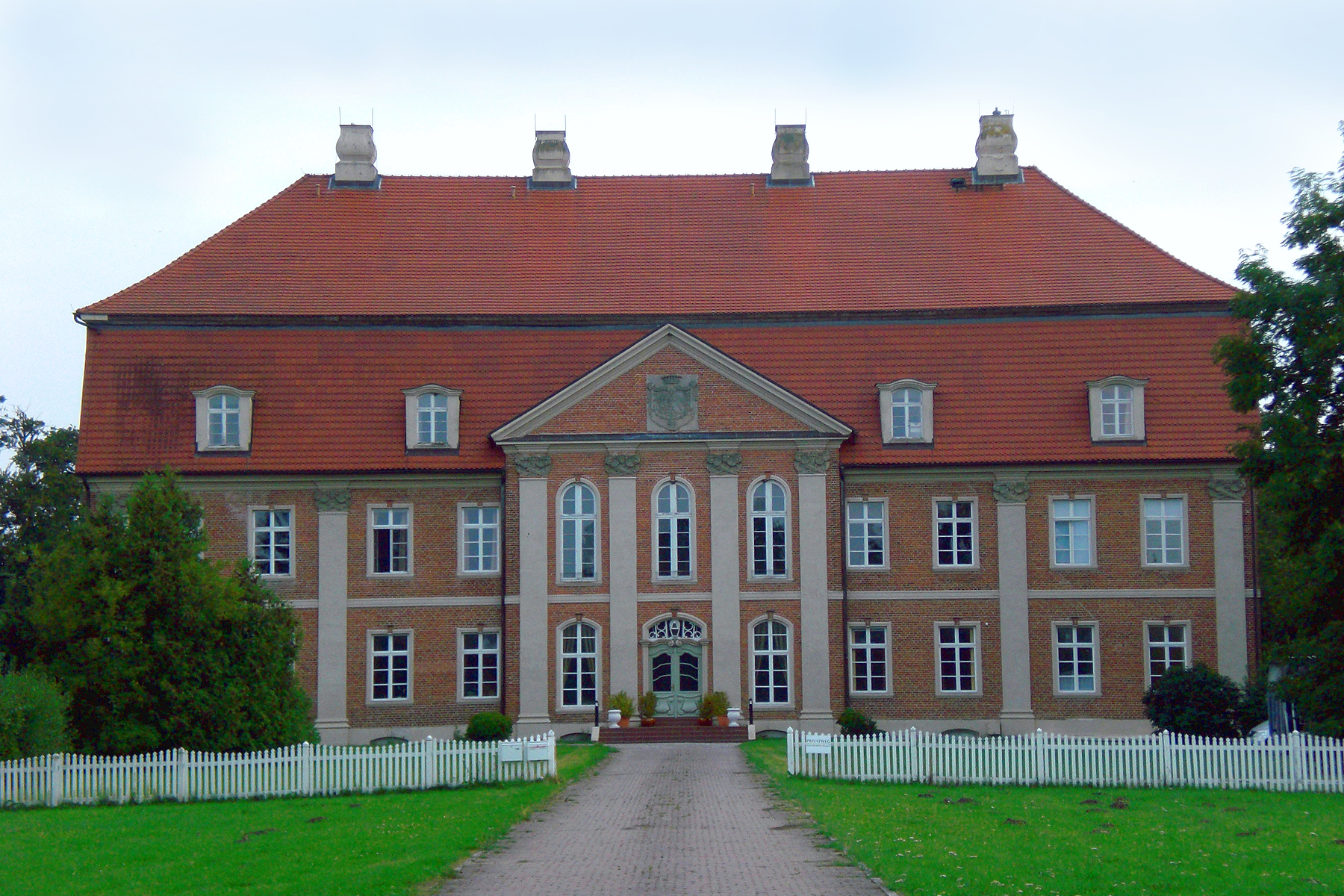
Schloss Prebberede Portalansicht

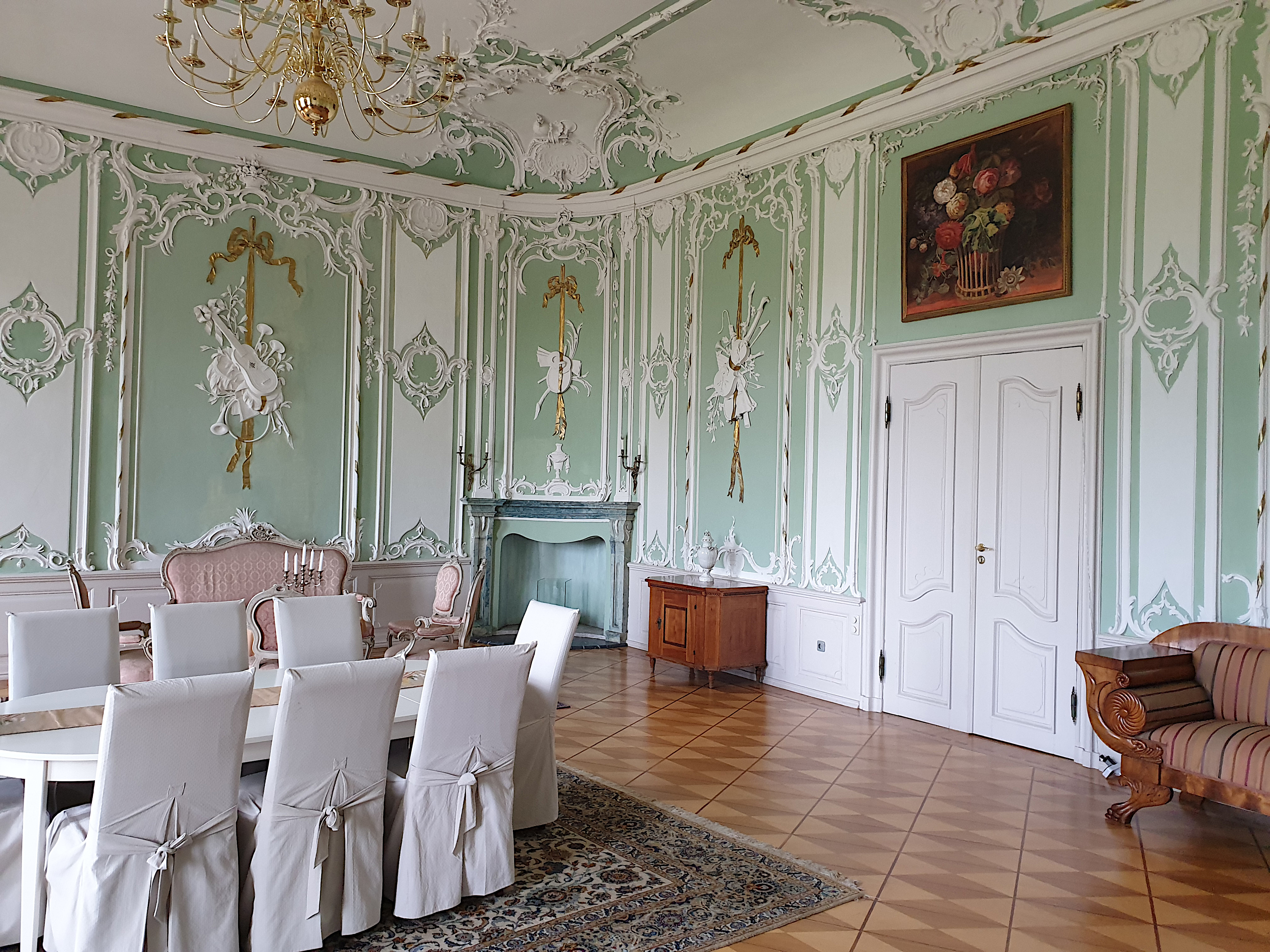
Musiksaal (Rokokosaal)

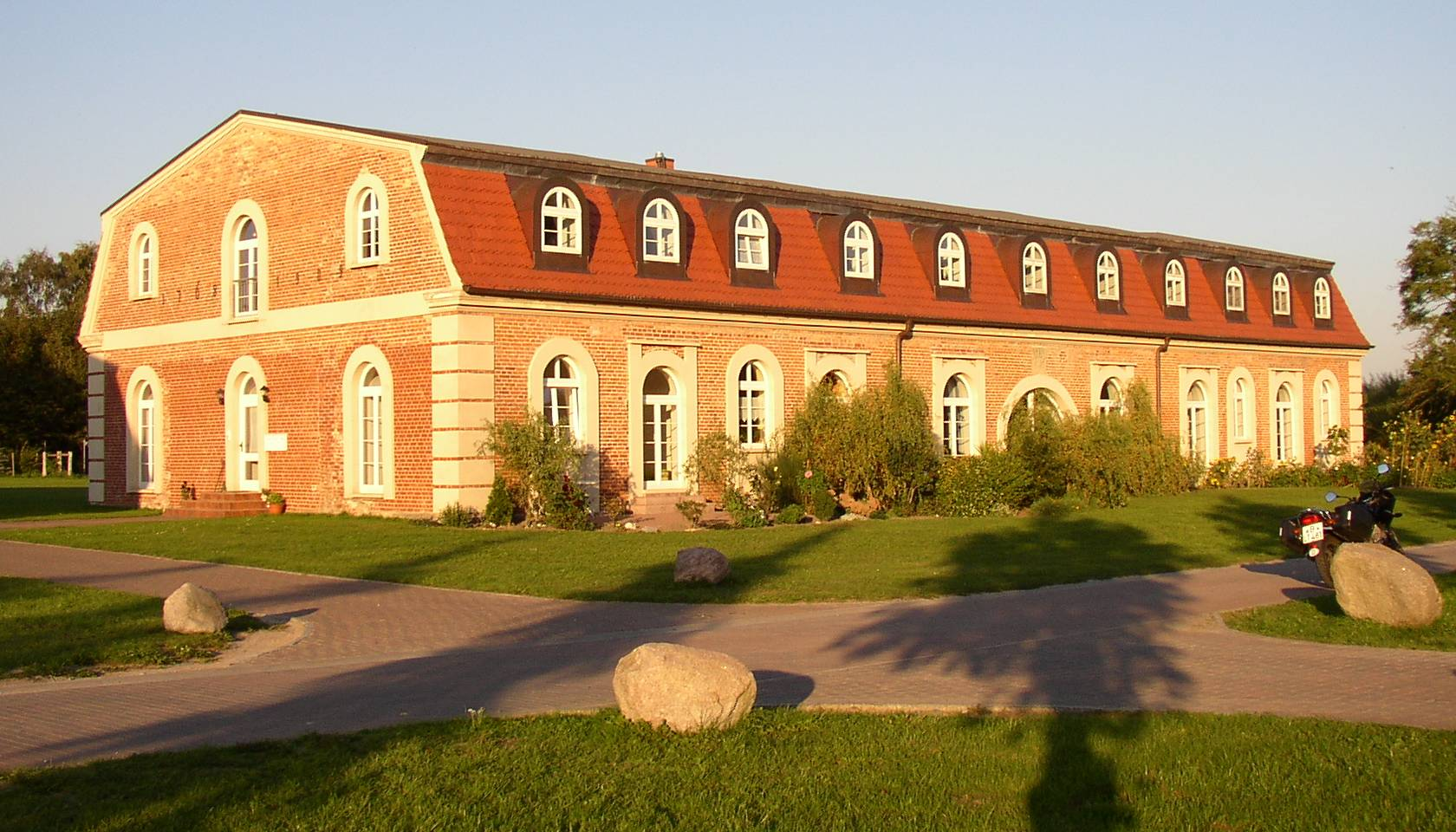
Der Marstall

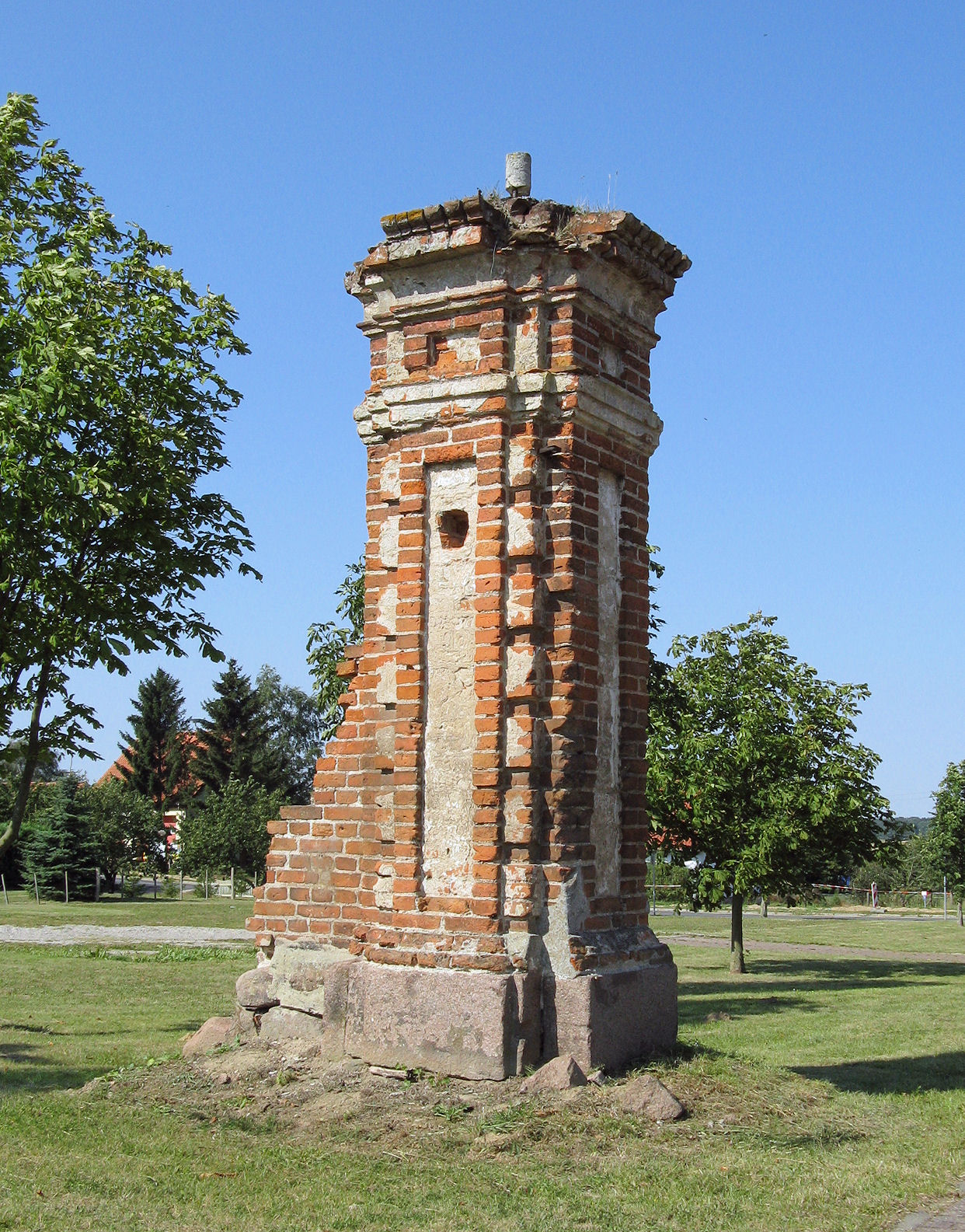
Rest eines Torpfeilers

Prebberede wurde 1228 als Priberaze erstmals urkundlich erwähnt, als Herzog Wartislaw III. von Pommern in Demmin das Dorf Prebberede der Kirche zu Polchow verlieh. 1296 und 1311 verkauften der Ritter Johann von Büren und die Knappen Dietrich und Hermann von Büren ihren Bauern in Prebberede den Acker, die Mühle, eine Hölzung und das Torfmoor. Das Dorf und Gut befand sich dann von 1395 an bis 1945 im Besitz der Familie von Bassewitz.
Die am östlichen Rand des Dorfes liegende Gutsanlage umfasste neben dem Gutshaus, den beiden Marstallgebäuden, den Scheunen und Ställen noch das Gutsverwalterhaus und die Schmiede. Bis 1841 hatte in Prebberede ein Gestüt bestanden, das das größte Vollblutgestüt Mecklenburgs und deutschlandweit bekannt war. Der ehemalige neun Hektar große Barockpark ist um 1800 zu einem Landschaftspark umgestaltet worden, einige alte Parkstrukturen sind noch erkennbar.

## Architektur
Von 1772 bis 1778 ließ sich Carl Friedrich Graf von Bassewitz das imposante Herrenhaus durch den Güstrower Baumeister Sidon errichteten. Die Baukosten beliefen sich seinerzeit auf 5225 Taler in Gold. Das Baumaterial kam zum Teil von den Gütern der Familien von Bassewitz. So die Eichenstämme für die Fachwerkarbeiten in den oberen Geschossen und den Dachstuhl. Auch die Ziegel wurden in der gutseigenen Ziegelei gefertigt. Ob die filigranen Stuckarbeiten an den Decken und Wänden von wandernden italienischen Stuckateuren gefertigt wurden, ist nicht überliefert.
Für ein Dorf, das damals nur aus der Dorfstraße und dem ehemaligen Gutshof bestand, war es im Umland ein Meisterwerk der barocken Baukunst geworden.
Das breit gelagerte zweigeschossige unverputzte Backsteingebäude ist mit einem hohen Mansarddach versehen, hinter dem sich zwei weitere Geschosse verbergen. Das Mansardengeschoss ist durch seine stehenden Dachgauben und runden Giebelfenster erkennbar. Den First des Mansarddaches zieren vier schöne, restaurierte Kaminschornsteine. Die Größe des Hauses mit elf Achsen in der Breite von 40 Metern und sieben Achsen in der Tiefe von 21 Metern ist in Mecklenburg sehr selten. Die Mauern des stattlichen Baus haben eine Dicke von 90 Zentimetern bis zu von 1,50 Metern. Die Nord- und Südseite dieses Bauwerkes werden durch einen dreiachsigen Mittelrisalit mit Dreiecksgiebeln bestimmt. Die verputzten Pilaster als Wandsäulen sind mit aus Sandsteinen gehauenen Kapitellen versehen. 
In den beiden Mittelrisaliten findet man je vier dieser Pilaster, die die großen Rundbogenfenster trennen. An der Nordseite ist im Dreiecksgiebel ein Doppelwappen der Familie von Bassewitz enthalten.
Im Gegensatz zu der schon klassizistische Züge aufweisenden Fassade ist das Innere des Gebäudes noch in den aufwendigen Formen des Barocks eingerichtet worden. Dazu gehört ein in seiner Art seltenes asymmetrisches, einläufig angelegtes Treppenhaus. Die Treppe aus Eichenholz ist dreifach gewendet und mit einem schönen Geländer versehen. In der ersten Etage befindet sich 
kunstvoll ausgestaltete Festsaal. Dieser 86 Quadratmeter große und fünf Meter hohe Raum ist an den Wänden und an der Decke aufwendig mit Stuckornamenten des Rokoko geschmückt. Neben Stuck als Wandgestaltung waren früher in den Wohnräumen die Tapeten auf Leinwand gespannt worden. Die ehemaligen Wohnräume haben eine Höhe von 4,15 Metern. Im Erdgeschoss befand sich auch die 76 Quadratmeter große Küche. In den Jahren von 1859 bis 1860 erfolgte eine Restaurierung des Herrenhauses mit dem Festsaal.

## Gesamtanlage
Das Herrenhaus ist von einem Park umgeben. 
Die kleine neogotische Grabkapelle als Familiengruft der Grafenfamilie von Bassewitz entstand von 1861 bis 1862 nach Entwürfen von Hermann Willebrand. Als Vorbild galt wohl die Gestaltung der mittelalterlichen Kapelle in Althof bei Doberan. An der Kapelle, die mit der Jahreszahl 1862 datiert ist, ziert auch das Wappen der Familie von Bassewitz. Nach der Umgestaltung der gesamten Anlage zu einem Urlaubs- und Ferienort wurde auch die Kapelle als historische Grabstätte zu einem Aufenthaltsort umfunktioniert.
Nach 1945 wurde das unter Denkmalschutz stehende Herrenhaus durch die Gemeinde für Wohnzwecke genutzt. In den Jahren 1959/60 und 1984 erfolgten Restaurierungsmaßnahmen. Nach 1990 erwarb Familie Leyh das Herrenhaus mit den Nebengebäuden und dem Park und ließ umfangreiche Sanierungsarbeiten vornehmen. Im Inneren des Gebäudes befinden sich heute vier Ferienwohnungen und im restaurierten Rokokosaal mit seinen reichhaltigen Stuckornamenten werden Konzerte und Vorträge veranstaltet.

### Ungedruckte Quellen
Landeshauptarchiv Schwerin (LHAS)
- LHAS 5.12-3/1 Mecklenburg Schwerinsche Ministerium des Innern. Amt Güstrow.
- LHAS 5.12-4/3 Ministerium für Landwirtschaft, Domänen und Forsten, Abt. Siedlungswesen. Nr. 329 Ritterschaftliches Landgut Prebberede 1933–1945.
- LHAS 5.12-9/4 Landratsamt Malchin. Nr. 573–577 Prebberede. Vermessung, Flurregister, Bodenreform, Grundbucheintragungen 1900–1965.

Landeskirchliches Archiv Schwerin (LKAS)
- LKAS, OKR Schwerin, Specialia Abt. 1, Belitz, Nr. 045 Kapelle Prebberede, Nr. 143a Karten, Risse.

### Gedruckte Quellen
Mecklenburgisches Urkundenbuch (MUB)